# Atractus ochrosetrus
Atractus ochrosetrus är en ormart som beskrevs av Esqueda och La Marca 2005. Atractus ochrosetrus ingår i släktet Atractus och familjen snokar. Inga underarter finns listade.
Artens utbredningsområde är Venezuela. Denna orm förekommer i bergstrakter i delstaten Mérida. Den hittades i regioner som ligger 2600 till 2720 meter över havet. Regionen är täckt av molnskogar och av torra städsegröna skogar. Individerna gräver i lövskiktet och i marken. Honor lägger ägg.
Antagligen påverkas beståndet negativt av skogens omvandling till jordbruksmark. Fram till 2018 var endast tre exemplar kända. IUCN listar arten med kunskapsbrist (DD).